# Sci alpino ai XXI Giochi olimpici invernali - Discesa libera maschile
Tra le competizioni dello sci alpino ai XXI Giochi olimpici invernali di Vancouver 2010 la discesa libera maschile si disputò lunedì 15 febbraio sulla pista Dave Murray di Whistler; lo svizzero Didier Défago vinse la medaglia d'oro, il norvegese Aksel Lund Svindal quella d'argento e lo statunitense Bode Miller quella di bronzo. La gara era originariamente in programma il 13 febbraio; fu rinviata a causa delle avverse condizioni meteorologiche. Con Défago il titolo olimpico di discesa libera tornò in terra elvetica 22 anni dopo Pirmin Zurbriggen, che lo conquistò a Calgary 1988.
Detentore uscente del titolo era il francese Antoine Dénériaz, che aveva vinto la gara dei XX Giochi olimpici invernali di Torino 2006 disputata sul tracciato di Sestriere precedendo l'austriaco Michael Walchhofer (medaglia d'argento) e lo svizzero Bruno Kernen (medaglia di bronzo); il campione mondiale in carica era il canadese John Kucera, vincitore a Val-d'Isère 2009 davanti agli svizzeri Didier Cuche e Carlo Janka.

## Risultati
| Pos. | Atleta                         | Nazione       | Tempo   | Distacco |
| ---- | ------------------------------ | ------------- | ------- | -------- |
| 1    | Didier Défago                  | Svizzera      | 1:54,31 |          |
| 2    | Aksel Lund Svindal             | Norvegia      | 1:54,38 | +0,07    |
| 3    | Bode Miller                    | Stati Uniti   | 1:54,40 | +0,09    |
| 4    | Mario Scheiber                 | Austria       | 1:54,52 | +0,21    |
| 5    | Erik Guay                      | Canada        | 1:54,64 | +0,33    |
| 6    | Didier Cuche                   | Svizzera      | 1:54,67 | +0,36    |
| 7    | David Poisson                  | Francia       | 1:54,82 | +0,51    |
| 8    | Marco Büchel                   | Liechtenstein | 1:54,84 | +0,53    |
| 9    | Klaus Kröll                    | Austria       | 1:54,87 | +0,56    |
| 10   | Michael Walchhofer             | Austria       | 1:54,88 | +0,57    |
| 11   | Carlo Janka                    | Austria       | 1:55,02 | +0,71    |
| 12   | Werner Heel                    | Italia        | 1:55,19 | +0,88    |
| 12   | Hans Olsson                    | Svezia        | 1:55,19 | +0,88    |
| 14   | Rok Perko                      | Slovenia      | 1:55,26 | +0,95    |
| 15   | Peter Fill                     | Italia        | 1:55,29 | +0,98    |
| 16   | Adrien Théaux                  | Francia       | 1:55,40 | +1,09    |
| 17   | Manuel Osborne-Paradis         | Canada        | 1:55,44 | +1,13    |
| 18   | Ivica Kostelić                 | Croazia       | 1:55,49 | +1,18    |
| 19   | Christof Innerhofer            | Italia        | 1:55,58 | +1,27    |
| 20   | Steven Nyman                   | Stati Uniti   | 1:55,71 | +1,40    |
| 21   | Andrew Weibrecht               | Stati Uniti   | 1:55,74 | +1,43    |
| 22   | Hans Grugger                   | Austria       | 1:55,81 | +1,50    |
| 23   | Ambrosi Hoffmann               | Svizzera      | 1:56,04 | +1,73    |
| 24   | Stephan Keppler                | Germania      | 1:56,11 | +1,80    |
| 25   | Jan Hudec                      | Canada        | 1:56,19 | +1,89    |
| 26   | Guillermo Fayed                | Francia       | 1:56,20 | +1,89    |
| 27   | Johan Clarey                   | Francia       | 1:56,29 | +1,98    |
| 28   | Andrej Jerman                  | Slovenia      | 1:56,35 | +2,04    |
| 29   | Patrik Järbyn                  | Svezia        | 1:56,58 | +2,27    |
| 30   | Ondřej Bank                    | Rep. Ceca     | 1:56,66 | +2,35    |
| 31   | Kjetil Jansrud                 | Norvegia      | 1:56,69 | +2,38    |
| 31   | Lars Elton Myhre               | Norvegia      | 1:56,69 | +2,38    |
| 33   | Natko Zrnčić-Dim               | Croazia       | 1:57,02 | +2,71    |
| 34   | Craig Branch                   | Australia     | 1:57,19 | +2,88    |
| 35   | Patrick Staudacher             | Italia        | 1:57,21 | +2,90    |
| 36   | Petr Záhrobský                 | Rep. Ceca     | 1:57,44 | +3,13    |
| 37   | Andrej Križaj                  | Slovenia      | 1:57,72 | +3,41    |
| 38   | Ed Drake                       | Gran Bretagna | 1:57,91 | +3,60    |
| 38   | Jono Brauer                    | Australia     | 1:58,08 | +3,77    |
| 40   | Kryštof Krýzl                  | Rep. Ceca     | 1:58,43 | +4,12    |
| 41   | Ivan Ratkić                    | Croazia       | 1:58,58 | +4,27    |
| 42   | Andreas Romar                  | Finlandia     | 1:58,71 | +4,40    |
| 43   | Markus Larsson                 | Svezia        | 1:58,82 | +4,51    |
| 44   | Ferrán Terra                   | Spagna        | 1:58,85 | +4,54    |
| 45   | Aleksandr Chorošilov           | Russia        | 1:59,21 | +4,90    |
| 46   | Truls Ove Karlsen              | Norvegia      | 1:59,52 | +5,21    |
| 47   | Kevin Esteve                   | Andorra       | 1:59,61 | +5,30    |
| 48   | Roger Vidosa                   | Andorra       | 1:59,65 | +5,34    |
| 49   | Maui Gayme                     | Cile          | 1:59,76 | +5,45    |
| 50   | Igor Zakurdaev                 | Kazakistan    | 1:59,80 | +5,49    |
| 51   | Paul de la Cuesta              | Spagna        | 1:59,84 | +5,53    |
| 52   | Jaroslav Babušiak              | Slovacchia    | 1:59,99 | +5,68    |
| 53   | Johnny Albertsen               | Danimarca     | 2:00,12 | +5,81    |
| 54   | Stepan Zuev                    | Russia        | 2:00,58 | +6,27    |
| 55   | Cristian Javier Simari Birkner | Argentina     | 2:01,67 | +7,36    |
| 56   | Jorge Mandrú                   | Cile          | 2:01,72 | +7,41    |
| 57   | Filip Trejbal                  | Rep. Ceca     | 2:02,57 | +8,26    |
| 58   | Roberts Rode                   | Lettonia      | 2:03,36 | +9,05    |
| 59   | Andrej Drygin                  | Tagikistan    | 2:04,44 | +10,13   |
|      | Andrej Šporn                   | Slovenia      | DNF     | DNF      |
|      | Robbie Dixon                   | Canada        | DNF     | DNF      |
|      | Dragoş Staicu                  | Romania       | DNF     | DNF      |
|      | Stefan Georgiev                | Bulgaria      | DNF     | DNF      |
|      | Marco Sullivan                 | Stati Uniti   | DSQ     | DSQ      |

Legenda:

DNF = prova non completata

DSQ = squalificato

Pos. = posizione

Ore: 10.30 (UTC-8)

Pista: Dave Murray

Partenza: 1 678 m s.l.m.

Arrivo: 825 m s.l.m.

Lunghezza: 3 105 m

Dislivello: 853 m

Porte: 41 m

Tracciatore: Helmuth Schmalzl (FIS)